# Living Lakes
Living Lakes (ang. "żyjące jeziora") – międzynarodowa sieć jezior i innych zbiorników wodnych, które charakteryzują się wyjątkowymi walorami przyrodniczymi. Obecnie na liście Living Lakes znajdują się 24 jeziora, m.in. Bajkał, Morze Martwe, Pantanal, Balaton, Titicaca, Jezioro Wiktorii oraz Stawy Milickie. Living Lakes to także międzynarodowe porozumienie proekologicznych organizacji społecznych chroniących środowisko przyrodnicze akwenów należących do sieci.